# 国立曁南国際大学附属高級中学
国立曁南国際大学附属高級中学（こくりつきなんこくさいだいがくふぞくこうきゅうちゅうがく、繁: 國立暨南國際大學附屬高級中學、英: The Affiliated Senior High School of National Chi-Nan University）は台湾南投県埔里鎮に位置する高級中学である。旧称は国立埔里高級中学（こくりつほりこうきゅうちゅうがく、繁: 國立埔里高級中學）。校舎は愛蘭台地の東側、愛蘭小学校に隣接している。
現在の校舎は新石器時代の「ダマリン遺跡」に位置しており、過去30年間、震災復興や校舎工事をきっかけに、地下遺跡や文化財の保護と破壊について議論が行われてきた。

## 歴史
曁大附中は、1958年に埔里中学校の高級中学として設立された。1968年には、「9年制国民教育」と「台湾省政府が高級中学を運営し、県市が中学校を運営する」の施行を受けて埔里高級中学となり、校舎を愛蘭台地に移転し、2001年に国立曁南国際大学附属高級中学となった。

## 授業と活動

### 班別與科別
曁大附中には総合高校部、専門学校部、および夜学部が設置されており、その中で専門学校部はすべて商業管理の職業教育であり、下記は設置されている単一年次の組と学科である。
総合高校部
- 普通組
- 科学実験組[4]
- 言語実験組[5]

専門学校部
- 国際貿易科
- 商業經營科
- 事業運営科
- 電子商取引科[6]

夜学部
- 商業經營科
- 情報処理科[7][8]

### 活動
学校は2016年から、毎年音楽の先生と教務課が主催する「曁高の良い声」（中国語：附中好聲音）の歌唱コンテストを開催している。また、春には学校全体の教職員と生徒が一日曁南国際大学までのウォーキングイベントを行っている。校門から醒霊寺を通り、愛蘭橋を渡り、台14線の中潭公路に沿って歩き、曁南国際大学に到着する。

## 歴代校長
歴代校長は、1958年に南投県立埔里中学校に高等部が設置され、「南投県立埔里中学」と改称された後に、以下のように列挙されている：
| 中国語名前                       | 就任時間       | 退任時間       |
| -------------------------------- | -------------- | -------------- |
| 南投県立埔里中学校長             |                |                |
| 林有川                           | 1958年9月      | 1969年8月26日  |
| 省立埔里高級中学校長             |                |                |
| 鍾業強                           | 1968年7月1日   | 1980年2月1日   |
| 范功勤                           | 1980年2月1日   | 1985年2月1日   |
| 徐 均                            | 1985年2月1日   | 1990年2月2日   |
| 陳國偉                           | 1990年2月2日   | 1995年8月2日   |
| 郭孚宏                           | 1995年8月2日   | 2000年1月31日  |
| 国立埔里高級中学校長             |                |                |
| 郭孚宏                           | 2000年2月1日   | 2001年7月31日  |
| 張永福                           | 2001年8月1日   | 2001年12月13日 |
| 国立曁南国際大学附属高級中学校長 |                |                |
| 張永福                           | 2001年12月13日 | 2006年1月31日  |
| 蕭芳華                           | 2006年2月1日   | 2007年3月31日  |
| 陳啓東                           | 2007年4月1日   | 2015年7月31日  |
| 張正彥                           | 2015年8月1日   | 2022年7月31日  |
| 黃方伯                           | 2022年8月1日   |                |

## 参考書籍
- 國立暨南國際大學附屬高級中學 (2004-12-12). 船山弦歌 國立暨南國際大學附屬高級中學重建落成暨校慶特刊
- 涂進萬 (2008-12-12). 國立暨南大學附屬高級中學 50年校慶特刊. 國立暨南國際大學附屬高級中學.  オリジナルの2023-07-28時点におけるアーカイブ。
- 埔里鎮役場『埔里教育写真集 一巻』2014年。ISBN 9789860432114。
- 埔里鎮役場 編『埔里教育写真集 二巻』2015年。ISBN 9789860469073。
- 埔里鎮役場『埔里鎮志』2018年。ISBN 9789860572322。
- 南投県政府文化局『南投県志 卷五 教育志 學校篇』2010年12月1日。ISBN 9789860256956。
- 何傅坤 劉克竑 陳浩維 (2001). 國立埔里高級中學校舍重建工程暨大馬璘文化遺址發掘保存計畫 第一期工作期末報告